# David Fukamachi Regnfors
Motokazu David Mårten Fukamachi Regnfors, född 11 april 1984, är en svensk skådespelare.

## Biografi
David Fukamachi Regnfors far är från Japan och hans mor är svenska, föräldrarna träffades på en kibbutz i Israel. Han är född i Sverige men levde sitt första år i Japan. När föräldrarna separerade flyttade han med sin mor till Sverige. Fukamachi Regnfors gick gymnasiet vid Stockholms Elementära Teaterskola och gick ut Teaterhögskolan i Göteborg 2010. Han har även studerat japanska och journalistikvetenskap.
Fukamachi Regnfors har varit anställd vid Backa teater i Göteborg och har satt upp enmansföreställningen Farfar var Samuraj (och dödade massa amerikaner) på Pusterviksteatern. 2014 spelade han en av huvudrollerna i Mikael Marcimains långfilm Gentlemen som är baserad på Klas Östergrens bok med samma namn.
Vid Guldbaggegalan 2025 vann Fukamachi Regnfors en Guldbagge för Bästa manliga biroll för sin insats i Ernst De Geers dramakomedi Hypnosen.

## Filmografi i urval
- 2010 – Händelser vid bank
- 2012 – Call Girl
- 2013 – Hotell
- 2014 – Gentlemen
- 2016 – Gentlemen & Gangsters (TV-serie)
- 2020 – Top Dog (TV-serie)
- 2021 – Agatha Christies Hjerson (TV-serie)
- 2023 – Hypnosen

## Teater

### Roller (ej komplett)
| År   | Roll               | Produktion                                                    | Regi                  | Teater                |
| ---- | ------------------ | ------------------------------------------------------------- | --------------------- | --------------------- |
| 2006 | Övriga medverkande | Endagsvarelser Lars Norén                                     | Staffan Roos          | Dramaten              |
| 2015 | Medverkande        | Tigern (Mihaela, tigrul din oraşul nostru) Gianina Cărbunariu | Sofia Jupither        | Dramaten              |
| 2017 | Love Vaktaren      | Molnens bröder Barbro Lindgren                                | Lars Rudolfsson       | Dramaten              |
| 2017 | Sebastian          | 20 november Lars Norén                                        | Sofia Jupither        | Dramaten              |
| 2017 | Allan              | Ensam Alfhild Agrell                                          | Jenny Andreasson      | Dramaten              |
| 2017 | Tim                | Uppenbarelsen Mattias Andersson                               | Mattias Andersson     | Dramaten              |
| 2018 |                    | Dogville Lars von Trier                                       | Frida Röhl            | Folkteatern, Göteborg |
| 2021 |                    | Den yttersta minuten Mattias Andersson                        | Mattias Andersson     | Dramaten              |
| 2021 | Orestes            | Elektra Hugo von Hofmannsthal                                 | Michael Thalheimer    | Dramaten              |
| 2021 | Kören              | Alkestis (Ἄλκηστις, Alkēstis) Euripides                       | Elli Papakonstantinou | Dramaten              |
| 2022 | Eric               | Arv (The Inheritance) Matthew Lopez                           | Carl Johan Karlson    | Dramaten              |
| 2023 | Kujje              | Pappas födelsedag Alejandro Leiva Wenger                      | Frida Röhl            | Dramaten              |
| 2023 | Pojken             | Den stora skrivboken (Le grand cahier) Ágota Kristóf          | Sofia Jupither        | Dramaten              |
| 2024 |                    | Papporna Alexandra Pascalidou                                 | Alexander Salzberger  | Dramaten              |
| 2024 | Son                | Son och far Alexander Salzberger                              | Alexander Salzberger  | Dramaten              |
| 2024 | Eric               | Arv (The Inheritance) Matthew Lopez                           | Carl Johan Karlson    | Dramaten              |
| 2025 |                    | Papporna Alexandra Pascalidou                                 | Alexander Salzberger  | Dramaten              |